# Arcidae
Arcidae (nomeadas, em inglêsː ark -sing.; na tradução para o portuguêsː arca -sing.) é uma família de moluscos Bivalvia marinhos filtradores, na maioria tropicais e cujo habitat vai dos mares rasos a profundos; classificada por Jean-Baptiste de Lamarck, em 1809, e pertencente à subclasse Pteriomorphia, na ordem Arcida.

## Descrição
Compreende, em sua totalidade, animais com conchas dotadas de 2 valvas visíveis, ovoides, sub-trapezoidais ou semi-triangulares, pequenas ou atingindo tamanhos de até 7 centímetros de comprimento. São caracterizados por ter conchas mais ou menos em forma de barco, na maior parte das vezes branca, com longos e retos encaixes, com muitos dentes pequenos e entrelaçados, entre suas valvas. Em certas espécies a concha é listrada com faixas mais escuras, tingida com manchas ou totalmente colorida com um marrom intenso. A superfície de suas conchas é esculpida, na maioria das vezes com costelas radiais, e geralmente revestida com um perióstraco grosso e enegrecido, às vezes cabeludo. Gêneros como Arca Linnaeus, 1758 possuem uma abertura entre suas valvas fechadas para a saída de um bisso de fixação no substrato. Anadara Gray, 1847 sem abertura do bisso entre suas valvas, sendo mais comumente encontradas na maré baixa, em áreas areno-lodosas. No verso de cada valva existem duas impressões musculares quase iguais.

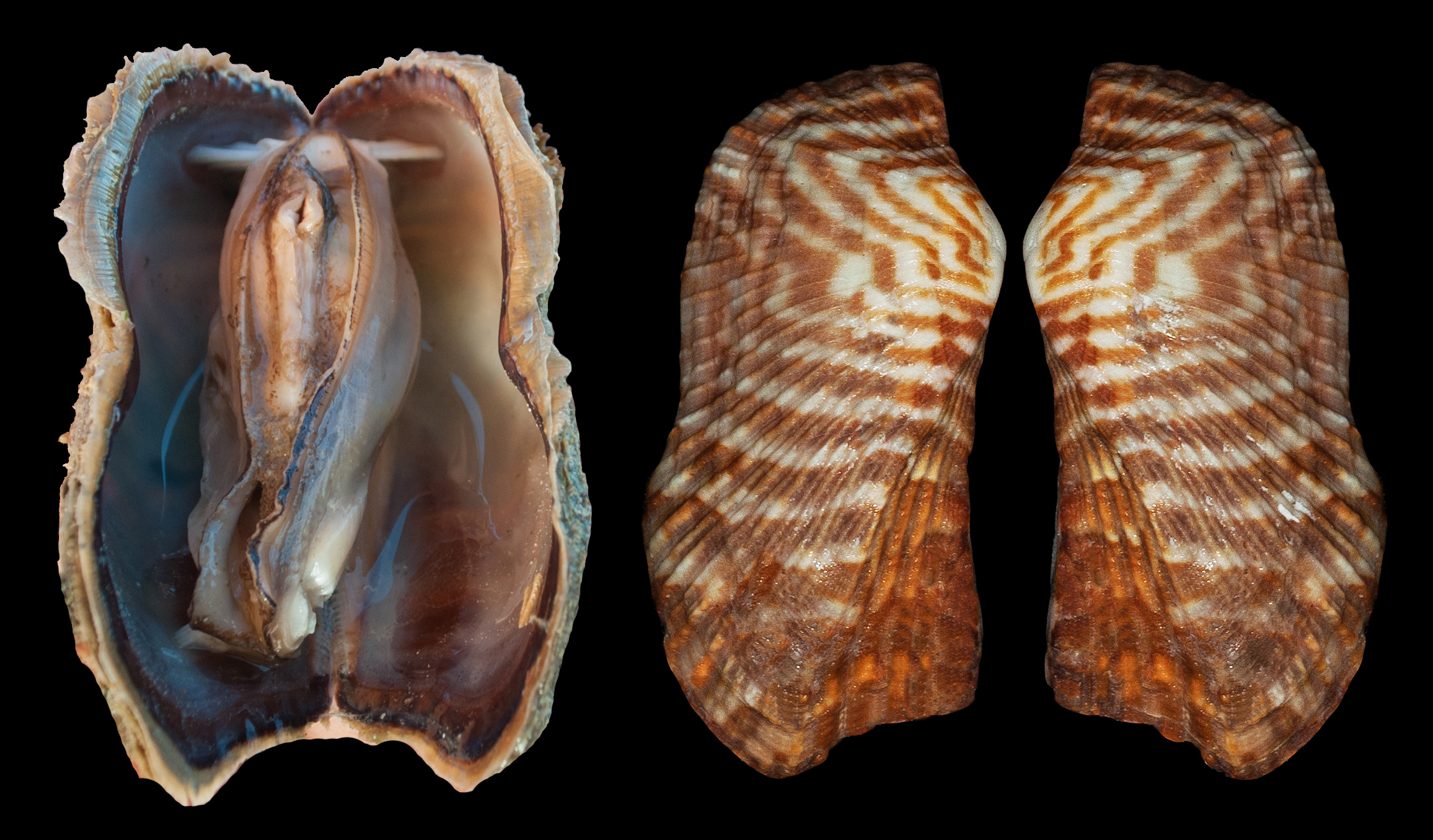
Vista inferior, com o animal, e superior da concha de Arca zebra Swainson, 1833, espécie encontrada em recifes rasos dos Estados Unidos até o Brasil.

## Alimentação
Se alimentam por filtração de detritos e de microorganismosː diatomáceas e foraminíferos.

## Uso humano como alimento
Por volta de dez espécies de Arcidae são empregadas na alimentação humana, dentre elas: Arca noae, Arca zebra, Tegillarca granosa, Anadara inaequivalvis e Senilia senilis.

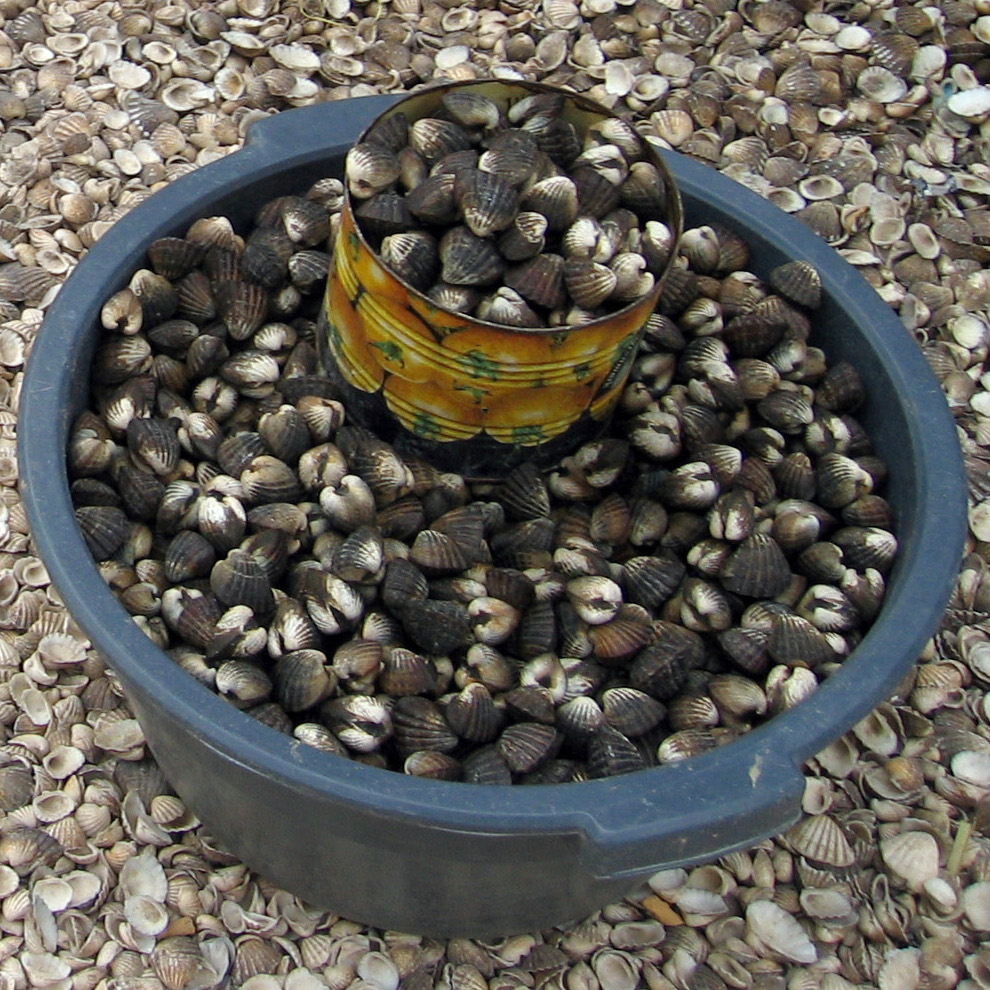
Fotografia de conchas, com o animal, de Senilia senilis (Linnaeus, 1758); espécie usada na alimentação humana, em Senegal.

## Classificação deArcidae: gêneros viventes
De acordo com o World Register of Marine Species, suprimidos os sinônimos e gêneros extintos.
Acar Gray, 1857
Anadara Gray, 1847
Arca Linnaeus, 1758
Asperarca Sacco, 1898
Barbatia Gray, 1842
Bathyarca Kobelt, 1891
Bentharca Verrill & Bush, 1898
Calloarca Gray, 1857
Deltaodon Barnard, 1962
Destacar Iredale, 1936
Fugleria Reinhart, 1937
Hawaiarca Dall, Bartsch & Rehder, 1938
Larkinia Reinhart, 1935
Litharca Gray, 1842
Lunarca Gray, 1842
Mabellarca Iredale, 1939
Mesocibota Iredale, 1939
Mimarcaria Iredale, 1939
Miratacar Iredale, 1939
Mosambicarca Lutaenko, 1994
Paranadara Francisco, Barros & S. Lima, 2012
Samacar Iredale, 1936
Scaphula Benson, 1834
Senilia Gray, 1842
Tegillarca Iredale, 1939
Trisidos Röding, 1798
Tucetonella Habe, 1961
Xenophorarca M. Huber, 2010